# Dívčí kámen (vyhlídka)

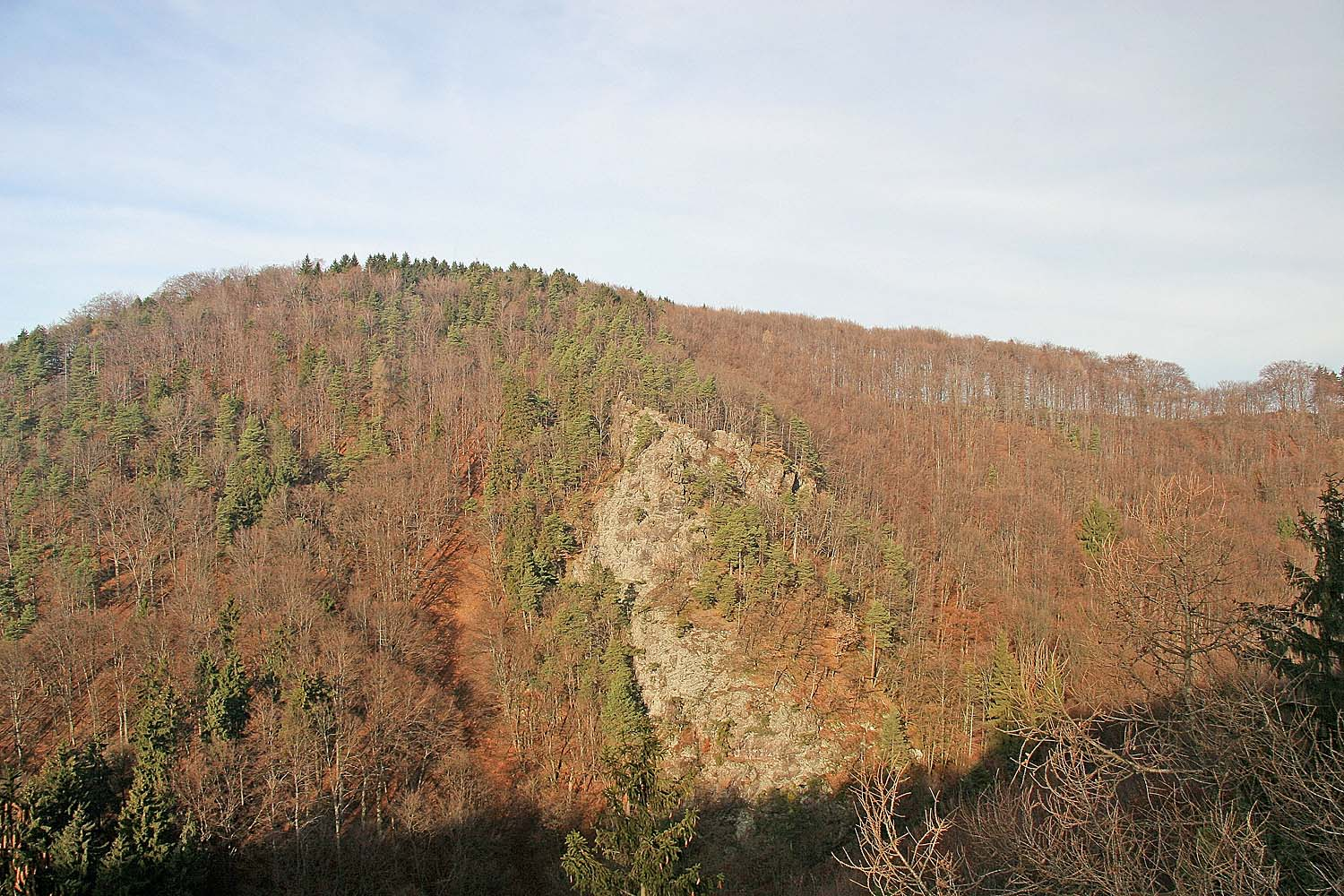
pohled z vyhlídky Dívčí kámen do Lovětínské rokle a NPR Lichnice - Kaňkovy hory

Dívčí kámen je název skalního útesu vypínajícího se nad Lovětínskou roklí v blízkosti hradu Lichnice v okrese Chrudim v Pardubickém kraji. Z vyhlídky je pěkný výhled na oblast podél řeky Doubravy a do Lovětínské rokle na NPR Lichnice - Kaňkovy hory a dříve (než vzrostl les) též na hrad Lichnici.

## Pověst
S tímto skalním útesem je spojena pověst o kruté lichnické hradní panně Miladě. Za deštivé a bouřlivé noci se kůň jejího otce splašil a oba se zřítili ze skály. Milada po smrti svého otce nenáviděla všechny skály kolem hradu. Udatní rytíři žádali o ruku Milady, ale ona prohlásila, že si vezme za muže pouze toho rytíře, který se vydá na osudný sráz nad Lovětínskou roklí, kde zemřel její otec a tam se s koněm třikrát otočí. Skála byla velmi tvrdá, takže se do ní nezaryly ani ty nejostřejší podkovy a rytíři, kteří ji chtěli získat za manželku, umírali. Jednou se objevil odvážný rytíř (bratr jedné z obětí), který ve zkoušce obstál, protože vložil svému koni do podkov démanty. Vytáhl z toulce šíp a vystřelil na Miladu. Šíp jí projel srdcem a zabil ji. Rytíř zmizel na svém koni a nikdo ho už nikdy neviděl.